# Глас народен
„Глас народен“ е политическа партия в България, създадена през 2013 година от Светослав Витков – музикант от пънк–ска–рок групите „Хиподил“ и „Светльо & The Legends“.

## Участия в избори

### Парламентарни избори (2013)
Месец и половина след основаването си, ПП „Глас народен“ участва на предсрочните Парламентарни избори в България на 12 май 2013 година. Печели 47 419 гласа (1,339%).

### Парламентарни избори (2014)
На предсрочните Парламентарни избори в България през 2014 година ПП „Глас народен“ печели 37 335 гласа (1,14%).

### Избори за Европейски парламент (2014)
На Избори за Европейски парламент през 2014 (България) ПП „Глас народен“ печели 22 440 гласа (1.002%).

### Местни избори (2015)
Глас народен печелят над 3% от гласовете за общински съветници в София и са представени в Столичния общински съвет с двама съветници – лидерите на партията Светльо Витков и Венци Мицов. Образуват обща група, състояща се от 5 съветника в СОС, заедно с двама съветника от „Движение 21“ и един от „Зелените“, наречена „Група 5“.

### Президентски избори (2016)
Партията решава да се коалира със Зелените за участие в президентските избори през 2016 година, с които Глас народен има успешно сътрудничество в Столичния общински съвет преди това. ЦИК обаче отказва регистрация на кандидат-президентската двойка, тъй като неразбирателство между председателите на зелените довежда до неподписване на коалиционно споразумение за общо явяване на президентските избори, а регистрирането на кандидат-президентската двойка (Светослав Витков и Иван Велков (актьор), издигната от инициативен комитет, не успява да събере необходимия брой подписи и ЦИК заличи регистрацята.

### Парламентарни избори (2017)
Преди изборите за Народно събрание през 2017 година, формацията участва като равнопоставен партньор на Реформаторския блок (Движение „България на гражданите“, Съюз на демократичните сили, Народна партия „Свобода и достойнство“ и Български земеделски народен съюз), от където преди това са излезли ДСБ и НПСД на Касим Дал. Коалицията печели 107407 или 3.14% от гласовете, като не успява да премине 4% бариера за влизане в Народното събрание.
Европейски избори (2019)
През месец март 2019 година ПП „Глас народен“ обявява, че ще участва самостоятелно на изборите за Европейски парламент, като представя водача на листата – Венета Маджистрели (бакалавър по Бизнес администрация от Hertfordshire и Leadership and Sustainability from University of Cumbria). Втори в листата на партията е Ален Попович, който е Председател на Българска асоциация на агенциите за дигитални комуникации (БААДК).

## Резултати

### Резултати от избори за национален парламент (Народно събрание)
| Година | Гласове брой | Разлика | Гласове % | Разлика % | Представители | Място в управлението        |
| ------ | ------------ | ------- | --------- | --------- | ------------- | --------------------------- |
| 2013   | 47 419       |         | 1,399 %   |           | 0             | Извънпарламентарна опозиция |
| 2014   | 37 335       | -10 084 | 1,14 %    | – 0,259 % | 0             | Извънпарламентарна опозиция |

### Резултати от избори заЕвропейски парламент
| Година | Гласове брой | Разлика | Гласове % | Разлика % | Представители | Място в управлението        |
| ------ | ------------ | ------- | --------- | --------- | ------------- | --------------------------- |
| 2014   | 22 440       |         | 1,002 %   |           | 0             | Извънпарламентарна опозиция |

### Резултати от местни избори в София
| Година              | Гласове брой | Разлика | Гласове % | Разлика % | Представители | Място в управлението |
| ------------------- | ------------ | ------- | --------- | --------- | ------------- | -------------------- |
| 2015 Общински съвет | 11 450       |         | 3,05 %    |           | 2             | опозиция в СОС       |

## Държавна субсидия
ПП „Глас народен“ получава субсидия от държавния бюджет от 2013 година, съответно 406 хил. лв. (за 2013), 544 хил. лв. (за 2014).

## Критика

### Връзки с Държавна Сигурност
ПП „Глас народен“ се разграничава от други партии като не допуска в листата си служители на Държавна Сигурност и хора „които са били на ръководни постове като креатури на други партии“. Въпреки това партията има редица връзки със служители на ДС и техни бизнеси.
- Светослав Витков, лидер на „Глас народен“, е работил като управител на „Норт Табак“, фирма за производство на цигари, свързвана с Тенчо Тенев-Свинаря, агент от Второ главно управление на ДС и свързан в множество дела за контрабанда.[10]
- Младен Георгиев, експерт по сигурност към „Глас народен“, е работил към Държавна Сигурност.[11] До 2013 година Георгиев е бил главен секретар на ДАНС, назначен от Бойко Борисов.
- Светла Бригова Аспарухова-Попова, пиар на „Глас народен“, е дъщеря на ген. Бригадир Аспарухов, високопоставен офицер от Първо Главно управление на ДС. Аспарухова-Попова е била служител и съдружник във фирми на Атанас Тилев, както и пиар на Николай Бареков.[11]

### Независимост
ПП „Глас народен“ прави няколкократни заявки, че участва на избори самостоятелно, без да влиза в коалиция.
Въпреки това на изборите за президент през 2016 година, ръководството на партията решава да издигне обща кандидат-президентска двойка с ПП „Зелените“. Те обаче не получават регистрация от ЦИК заради липсата на подпис от единия съпредседател на ПП „Зелените“.